# ペーター・アウグスト・フォン・ザクセン＝コーブルク・ウント・ゴータ
ペーター・アウグスト・フォン・ザクセン＝コーブルク・ウント・ゴータ（ドイツ語: Peter August von Sachsen-Coburg und Gotha, 1866年3月19日 - 1934年7月6日）は、ザクセン＝コーブルク＝ゴータ家のカトリック系の分家コハーリ侯爵家の公子。
ブラジル帝室の一員でもあり、ブラジルではペドロ・アウグスト・デ・サシェ＝コブルゴ・イ・ブラガンサ（ポルトガル語: Pedro Augusto de Saxe-Coburgo e Bragança）と呼ばれる。

## 生涯
ザクセン＝コーブルク＝ゴータ公子ルートヴィヒ・アウグストと、その妻でブラジル皇帝ペドロ2世の次女レオポルディナとの間の長男として生まれた。全名はペーター・アウグスト・ルートヴィヒ・マリア・ミヒャエル・ガブリエル・ラファエル・ゴンツァーガ（独: Peter August Ludwig Maria Michael Gabriel Raphael Gonzaga）。

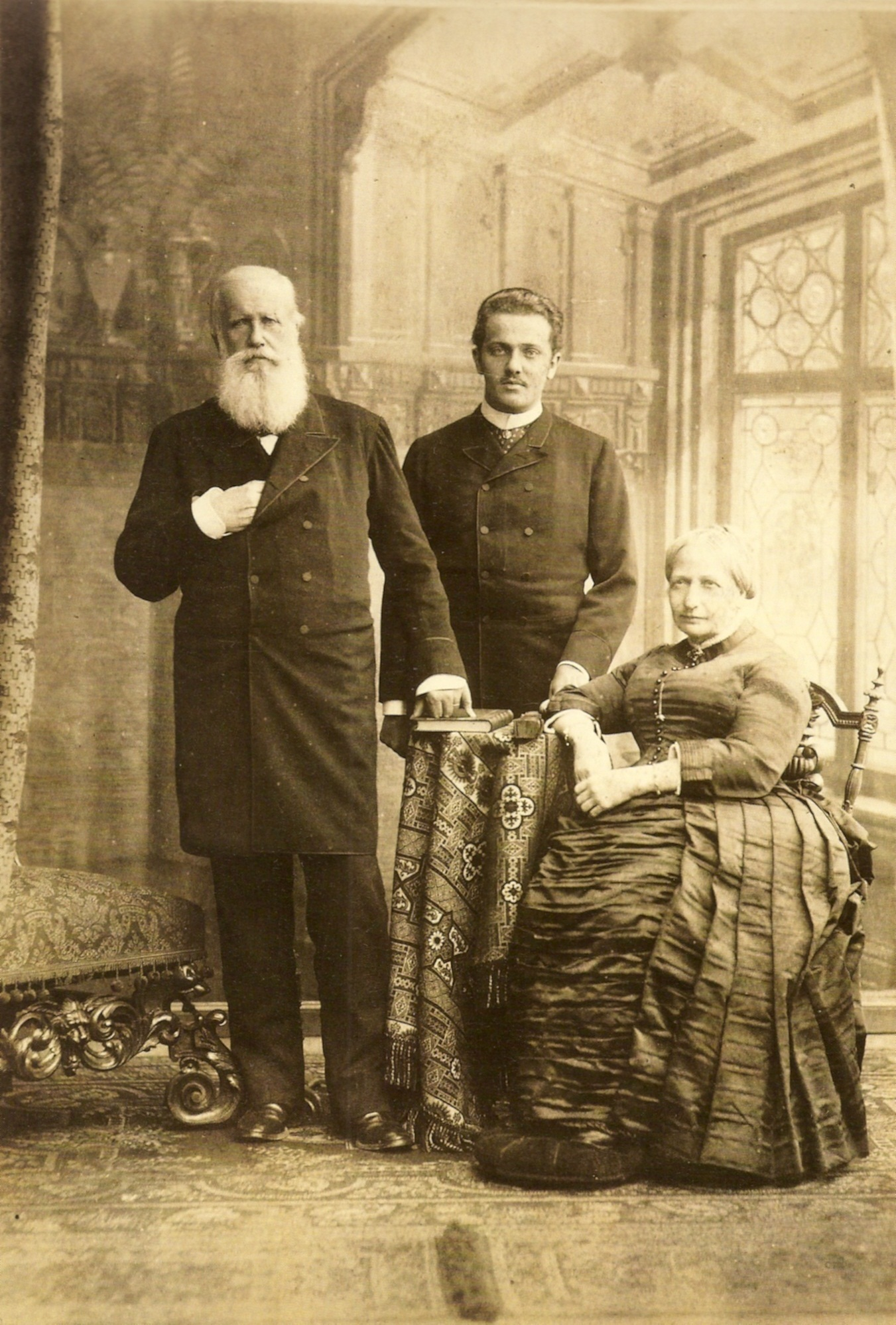
祖父母のペドロ2世皇帝、テレサ皇后とペーター・アウグスト、1887年

母方の祖父ペドロ2世は初孫であるペーター・アウグストを非常に可愛がり、ペーター・アウグストとすぐ下の弟アウグスト・レオポルトをブラジルに引き取り、養育した。1875年に伯母でブラジル帝位継承者のイザベル皇女に長男ペドロ・デ・アルカンタラが生まれるまでは将来のブラジル帝位の相続人と見なされていた。このため、1889年にブラジルで軍事クーデターが起きて帝政が倒れたとき、新体制をめぐる話し合いの中で、ペーター・アウグストを摂政に据えて帝政を維持する構想も持ち上がっている。
亡命者となったブラジル皇帝一族が巡洋艦「パラナヒバ」に乗り込んでヨーロッパへ向かっている海上で、ペーター・アウグストには精神疾患の症状が現れた。ペーター・アウグストは巡洋艦の艦長に殺されるという被害妄想に苦しむようになったため、船員たちはペーター・アウグストを客室に隔離せねばならなかった。ヨーロッパに到着すると、精神病はいよいよ重くなった。ペーター・アウグストは自殺未遂をした後、長く正気を全く失ったままでトゥルン・アン・デア・ドナウに暮らした。ペーター・アウグストはジークムント・フロイトの患者の1人であった。
1934年にウィーンのサナトリウムで亡くなり、コーブルクの聖アウグスティン教会にあるコハーリ侯爵家の地下納骨堂に埋葬された。

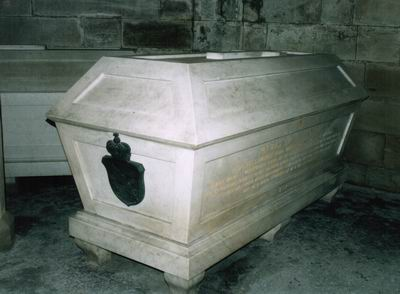
聖アウグスティン教会にあるペーター・アウグストの棺